# Gaußsche Osterformel
Die gaußsche Osterformel von Carl Friedrich Gauß erlaubt die Berechnung des Osterdatums für ein gegebenes Jahr. In dieser ist der komplette Algorithmus der Osterrechnung formuliert. Aus Gründen der Übersichtlichkeit wird die Formel jedoch als Satz von Gleichungen notiert, die nacheinander zu berechnen sind.
Dieser Gleichungssatz gilt allgemein für den Gregorianischen Kalender, liefert aber nach Ersatz zweier variabler Zwischengrößen durch konstante Werte auch das Osterdatum im Julianischen Kalender.
Die bei der Gregorianischen Kalenderreform aufgestellte Zusatzbestimmung, dass der letzte mögliche Ostersonntag wie bisher der 25. April ist, arbeitete Gauß nicht in die Osterformel ein. Die Formel liefert in seltenen Fällen den 26. April als Ostersonntag. Gauß drückte die entsprechenden Ausnahmeregeln bezüglich seiner Formel – wenn auch mit eigenen Worten – ebenfalls nur verbal aus.

## Hintergrund
Seit den Beschlüssen des ersten Konzils von Nicäa 325 und auf Grund der im Jahr 525 im Auftrag von Papst Johannes I. begonnenen Arbeiten durch Dionysius Exiguus wird das Osterfest am ersten Sonntag nach dem Frühlingsvollmond, dem Ostersonntag, gefeiert.
Tag des Frühlingsanfangs ist nach Beschluss der 21. März. Ein am 21. März stattfindender Vollmond gilt bereits als frühestmöglicher Frühlings-Vollmond. Der 22. März ist deshalb der früheste Kalendertag, auf den Ostern fallen kann. Im Julianischen Kalender fällt der letzte mögliche Ostersonntag auf den 25. April. Diese Begrenzung wurde im Gregorianischen Kalender in einer Zusatzbestimmung beibehalten. Somit gibt es in beiden Kalendern 35 verschiedene Ostertermine. Ostern hat den Charakter eines beweglichen Feiertages. Das Osterfest spielt eine zentrale Rolle im Kirchenjahr, da von ihm fast alle beweglichen christlichen Feiertage wie Aschermittwoch, Christi Himmelfahrt oder Pfingsten abhängen.

## Traditionelle Osterrechnung
Der von Exiguus 525 zur Osterrechnung angewendete Algorithmus ist bis heute unverändert. Er wurde nur anlässlich der Gregorianischen Kalenderreform 1582 erweitert. Gauß stellte ihn mittels Gleichungen dar. Vorher wurde die Osterrechnung „von Hand“ mit Hilfe von Tabellen durchgeführt und als Computus paschalis, kurz Computus, bezeichnet. Osterrechner wie bereits Exiguus konnten mit dem eindeutigen Algorithmus Ostertermine für beliebig viele zukünftige Jahre berechnen. Das war erst im Jahre 1582 nach erfolgter Kalenderreform wieder nötig. Gauß arbeitete zwar um 1800 eleganter als seine oft als Computisten bezeichneten Vorgänger, er stellte sich aber in die lange Reihe von seit Exiguus tätigen Osterrechnern, die sich eine erledigte Arbeit immer erneut vornahmen. Im späten Mittelalter war der Computus zeitweise das einzige Kapitel Mathematik der Universitätsausbildung.

## Originalfassungen von Gauß
div steht für eine ganzzahlige Division (Nachkommastellen werden abgeschnitten).
mod steht für den Divisionsrest bei einer ganzzahligen Division.

### Fassung aus dem Jahre 1800
Seine Osterformel veröffentlichte Carl Friedrich Gauß erstmals im Jahre 1800. In der Einleitung schrieb er:

„Die Absicht dieses Aufsatzes ist […] von dieser Aufgabe eine […] bloß auf den einfachsten Rechnungs-Operationen beruhende rein analytische Auflösung zu geben.“

Er ging damals davon aus, dass die Mondgleichung regelmäßig alle 300 Jahre anzuwenden sei.
| Julianischer Kalender | Gregorianischer Kalender                                           | 2025              |
| --- | ------------------------------------------------------------------ | ----------------- |
| a = Jahr mod 19 | a = Jahr mod 19                                                    | 11                |
| b = Jahr mod 4 | b = Jahr mod 4                                                     | 1                 |
| c = Jahr mod 7 | c = Jahr mod 7                                                     | 2                 |
| | k = Jahr div 100                                                   | 20                |
| | p = k div 3                                                        | 6                 |
| | q = k div 4                                                        | 5                 |
| M = 15 | M = (15 + k − p − q) mod 30                                        | 24                |
| d = (19a + M) mod 30 | d = (19a + M) mod 30                                               | 23                |
| N = 6 | N = (4 + k − q) mod 7                                              | 5                 |
| e = (2b + 4c + 6d + N) mod 7 | e = (2b + 4c + 6d + N) mod 7                                       | 6                 |
| Ostern = (22 + d + e)ter März (Der 32. März ist der 1. April usf.)                                                                        | Ostern = (22 + d + e)ter März (Der 32. März ist der 1. April usf.) | 51 20. April 2025 |
| Ausnahmen: 1. Falls d=29 und e=6, dann Ostern=50 (19. April) 2. Falls d=28 und e=6 und (11M + 11) mod 30 < 19, dann Ostern=49 (18. April) |                                                                    |                   |

### Fassung aus dem Jahre 1816
Es gibt einen handschriftlichen Nachtrag unbekannten Datums (nach 1807), worin Gauß die von ihm vorher übersehene, von den Reformern vorgenommene  Änderung der Mondgleichung berücksichtigte. Die Korrektur wurde 1816 veröffentlicht und betrifft ausschließlich die Variable p.
| Julianischer Kalender                                                                                                   | Gregorianischer Kalender                                           | 2025              |
| --- | ------------------------------------------------------------------ | ----------------- |
| a = Jahr mod 19 | a = Jahr mod 19                                                    | 11                |
| b = Jahr mod 4 | b = Jahr mod 4                                                     | 1                 |
| c = Jahr mod 7 | c = Jahr mod 7                                                     | 2                 |
| | k = Jahr div 100                                                   | 20                |
| | p = (8k + 13) div 25                                               | 6                 |
| | q = k div 4                                                        | 5                 |
| M = 15 | M = (15 + k − p − q) mod 30                                        | 24                |
| d = (19a + M) mod 30 | d = (19a + M) mod 30                                               | 23                |
| N = 6 | N = (4 + k − q) mod 7                                              | 5                 |
| e = (2b + 4c + 6d + N) mod 7                                                                                            | e = (2b + 4c + 6d + N) mod 7                                       | 6                 |
| Ostern = (22 + d + e)ter März (Der 32. März ist der 1. April usf.)                                                      | Ostern = (22 + d + e)ter März (Der 32. März ist der 1. April usf.) | 51 20. April 2025 |
| Ausnahmen: 1. Falls d=29 und e=6, dann Ostern=50 (19. April) 2. Falls d=28 und e=6 und a>10, dann Ostern=49 (18. April) |                                                                    |                   |

## Gültigkeit
Die Gaußsche Osterformel gilt für beliebige Kalenderjahre nach dem Julianischen und dem Gregorianischen Kalender, solange die kirchlichen Regeln für die Festlegung des Osterdatums nicht geändert werden, auch wenn in manchen Darstellungen durch begrenzte Tabellen der Eindruck erweckt wird oder entstehen kann, die Gültigkeit sei auf bestimmte Jahre beschränkt. Allerdings ändern sich die Variablen M und N alle 100 Jahre; aktuell gilt: M = 24 und N = 5.

## Eine ergänzte Osterformel
Obwohl die Gaußsche Osterformel den Oster-Algorithmus elegant kurz darstellt, wird die in zwei Ausnahmeregeln enthaltene Festlegung des spätesten Ostersonntags auf den 25. April von der Formel selbst nicht erfasst. Eine entsprechende Ergänzung wurde im 19. Jahrhundert von Hermann Kinkelin angegeben, Christian Zeller schrieb dazu: „Übrigens lässt sich diese Ausnahme auch in die Formel selbst einführen […]“. Die kompakte Zusammenfassung der gesamten Kalkulation gewann erst im Zeitalter des PC an Interesse, als die dadurch wieder etwas aufwendigere Berechnung, die man nun nicht mehr selbst ausführen musste, eine kleinere Rolle spielte als die übersichtlichere Eingabe in Form eines Programms.
Eine solche Zusammenfassung wurde erneut 1997 von Heiner Lichtenberg vorgestellt, der die Formel außerdem wieder begrifflich gliederte, die Gauß demonstrativ als „eine von jenen Hülfsbegriffen unabhängige […] rein analytische Auflösung“ vorgestellt hatte. Sie wird im Folgenden dargestellt.
Zur Bestimmung des Osterdatums für das Jahr X berechne man der Reihe nach folgende Größen:
| Schritt | Bedeutung                                                                       | Formel                                        | 2025              |
| ------- | ------------------------------------------------------------------------------- | --------------------------------------------- | ----------------- |
| 1.      | die Säkularzahl                                                                 | K(X) = X div 100                              | 20                |
| 2.      | die säkulare Mondschaltung                                                      | M(K) = 15 + (3K + 3) div 4 − (8K + 13) div 25 | 24                |
| 3.      | die säkulare Sonnenschaltung                                                    | S(K) = 2 − (3K + 3) div 4                     | -13               |
| 4.      | den Mondparameter                                                               | A(X) = X mod 19                               | 11                |
| 5.      | den Keim für den ersten Vollmond im Frühling                                    | D(A,M) = (19A + M) mod 30                     | 23                |
| 6.      | die kalendarische Korrekturgröße                                                | R(D,A) = (D + A div 11) div 29                | 0                 |
| 7.      | die Ostergrenze                                                                 | OG(D,R) = 21 + D − R                          | 44                |
| 8.      | den ersten Sonntag im März                                                      | SZ(X,S) = 7 − (X + X div 4 + S) mod 7         | 2                 |
| 9.      | die Entfernung des Ostersonntags von der Ostergrenze (Osterentfernung in Tagen) | OE(OG,SZ) = 7 − (OG − SZ) mod 7               | 7                 |
| 10.     | das Datum des Ostersonntags als Märzdatum (32. März = 1. April usw.)            | OS = OG + OE                                  | 51 20. April 2025 |

Der vorstehende Algorithmus gilt für den Gregorianischen Kalender. 
Für den Julianischen Kalender setzt man M = 15 und S = 0 und erhält auch als Ergebnis ein Datum im Julianischen Kalender. Dieses Datum kann nach folgender Formel in den heute verwendeten Gregorianischen Kalender umgerechnet werden. Man erhält das Datum des Osterfests der Ostkirchen, wie es beispielsweise in Griechenland Verwendung findet:
```
OS_Ost = OS + (X div 100) − (X div 400) − 2
```

für 2025 wäre dies der 20. April 2025.

## Gegenüberstellung: Originalformel – ergänzte Formel
Gegenübergestellt sind die beiden Voll-Versionen (Gauß und Lichtenberg, siehe oben) für den Gregorianischen Kalender. Die Variable X ist das Kalenderjahr.
| Originalformel                                          | ergänzte Formel                               | ergänzte Formel |
| ------------------------------------------------------- | --------------------------------------------- | --------------- |
| Gaußsche Zykluszahl a = X mod 19                        | A(X) = X mod 19                               | 4.              |
| b = X mod 4                                             |                                               |                 |
| c = X mod 7                                             |                                               |                 |
| k = X div 100                                           | K(X) = X div 100                              | 1.              |
| p = (8k + 13) div 25                                    |                                               |                 |
| q = k div 4                                             |                                               |                 |
| Korr.: So- u. Mo-Gleichung: M = (15 + k - p - q) mod 30 | M(K) = 15 + (3K + 3) div 4 - (8K + 13) div 25 | 2.              |
| Korr.: Sonnengleichung N = (4 + k - q) mod 7            |                                               |                 |
| Mondentfernung: d = (19a + M) mod 30                    | D(A,M) = (19A + M) mod 30                     | 5.              |
|                                                         | S(K) = 2 - (3K + 3) div 4                     | 3.              |
|                                                         | R(D,A) = (D + A div 11) div 29                | 6.              |
|                                                         | OG(D,R) = 21 + D - R                          | 7.              |
|                                                         | SZ(X,S) = 7 - (X + X div 4 + S) mod 7         | 8.              |
| Osterentfernung: e = (2b + 4c + 6d + N) mod 7           | OE(OG,SZ) = 7 - (OG - SZ) mod 7               | 9.              |
| Ostersonntag: = (22 + d + e) ter März                   | OS = (OG + OE) ter März                       | 10.             |
| Der 32. März ist der 1. April usf.                      | OS = 32 ist der 1. April usf.                 |                 |

## Ausnahmen

### Rechenergebnisse in Ausnahmejahren
Ausnahmeregeln
| Jahr 1981 - Ausnahme I              | Jahr 1981 - Ausnahme I              | Jahr 1954 - Ausnahme II             | Jahr 1954 - Ausnahme II             |
| original                            | ergänzt                             | original                            | ergänzt                             |
| ----------------------------------- | ----------------------------------- | ----------------------------------- | ----------------------------------- |
| a = 5                               | A = 5                               | a = 16                              | A = 16                              |
| b = 1                               |                                     | b = 2                               |                                     |
| c = 0                               |                                     | c = 1                               |                                     |
| k = 19                              | K = 19                              | k = 19                              | K = 19                              |
| p = 6                               |                                     | p = 6                               |                                     |
| q = 4                               |                                     | q = 4                               |                                     |
| M = 24                              |                                     | M = 24                              |                                     |
|                                     | M = 24                              |                                     | M = 24                              |
| N = 5                               |                                     | N = 5                               |                                     |
| d = 29                              | D = 29                              | d = 28                              | D = 28                              |
|                                     | S =-13                              |                                     | S =-13                              |
|                                     | R = 1                               |                                     | R = 1                               |
|                                     | OG = 49                             |                                     | OG = 48                             |
|                                     | SZ = 1                              |                                     | SZ = 7                              |
| e = 6                               | OE = 1                              | e = 6                               | OE = 1                              |
| Ostersonntag = 57. März = 26. April | Ostersonntag = 50. März = 19. April | Ostersonntag = 56. März = 25. April | Ostersonntag = 49. März = 18. April |

### Äußerungen von Gauß zu den Ausnahmen
Gauß hat sich viermal schriftlich über seine Methode der Osterbestimmung geäußert, dreimal davon über die Handhabung der Ausnahmen:
- 1800: „Gibt die Rechnung Ostern auf den 26 April, so wird dafür allemahl der 19 April genommen. […] Gibt die Rechnung d=28, e=6, und kommt noch die Bedingung hinzu, dass 11M+11 mit 30 dividiert [sic] einen Rest gibt, der kleiner als 19 ist, so fällt Ostern […] auf den 18 April“.[14]
- 1807: „nur dann wenn der erste Rest [Anm.: das Jahr mod 19] nicht unter 11 war“[15] Die zweite Ausnahme ist anders formuliert als 1800, die Auswirkung ist gegenüber der älteren Formulierung aber unverändert.
- 1811: „Wenn im gregor. Calender die Rechnung Ostern am 26st. April giebt, setzt man allemal den 19t. und wenn sie den 25st. bringt, den 18t.“[16] Jetzt ist die zweite Ausnahme unzulässig verkürzt dargestellt. In der Gesamtausgabe ist eine Bemerkung von Alfred Loewy zu diesem Fehler enthalten.[17]
- 1816: Gauß gab die wesentliche Korrektur wegen der ursprünglich falsch angenommenen Mondgleichung bekannt, äußerte sich aber nicht mehr zu den Ausnahmen.[7]